# Nahcolita
La nahcolita és un mineral de la classe dels carbonats. Rep el seu nom de la seva composició: sodi (na-), hidrogen (-h-), carbonat (-co-) i la terminació -lita.

## Característiques
La nahcolita és un carbonat de fórmula química NaHCO₃. Cristal·litza en el sistema monoclínic. Els seus cristalls són típicament allargats al llarg de [001], d'aproximadament 1 centímetre, amb grans {110}, {010}, {101} i petits {120}, {101} i {111}. També es troba com a masses fibroses, orientades perpendicularment als plans d'estratificació; en agregats porosos friables. La seva duresa a l'escala de Mohs és 2,5.
Segons la classificació de Nickel-Strunz, la nahcolita pertany a «05.AA - Carbonats alcalins, sense anions addicionals, sense H₂O» juntament amb els següents minerals: zabuyelita, natrita, gregoryita, kalicinita, teschemacherita i wegscheiderita.

## Formació i jaciments
És un precipitat de les aigües termals. Es troba com eflorescències al voltant dels llacs salins i en salmorres. Es forma en una etapa tardana en massissos alcalins diferenciats, o com un sòlid en inclusions líquides en alguns altres minerals. Sol trobar-se associada a altres minerals com: trona, termonatrita, thenardita, halita, gaylussita, burkeïta, northupita i borax. Va ser descoberta l'any 1928 al Vesuvi, a la província de Nàpols (Campània, Itàlia), en un túnel de lava associada a thenardita i a halita.